# Chauliogryllacris lobata
Chauliogryllacris lobata är en insektsart som först beskrevs av Brunner von Wattenwyl 1888.  Chauliogryllacris lobata ingår i släktet Chauliogryllacris och familjen Gryllacrididae. Inga underarter finns listade i Catalogue of Life.